# 青森県道180号尾駮有戸停車場線
青森県道180号尾駮有戸停車場線（あおもりけんどう180ごう おぶちありとていしゃじょうせん）は、青森県上北郡六ヶ所村から野辺地町に至る一般県道である。

## 概要
六ヶ所村尾駮で国道338号現道から西へ分岐し、尾駮沼と鷹架沼の間を通り途中国道338号尾駮バイパスと交差後に・青森県道25号東北横浜線と重複し南下する。鷹架沼の西側で県道25号から分岐し、下北半島縦貫道路（国道279号）野辺地北ICと接続する。JR東日本大湊線と交差後に国道279号現道（通称 : むつはまなすライン）と重複して陸奥湾沿いを南下し、大湊線有戸駅に至る。

### 路線データ
- 起点：上北郡六ヶ所村大字尾駮[1]
- 終点：有戸停車場[1]

## 歴史
下北半島を大きく西へ噛み取る鷹架沼の縁を通るので、標高の低い地点で東西に越えることができることから、少なくとも藩政時代から使われていた古い道である。
寛永五年（1793）10月、菅江真澄が太平洋側から室ノ久保経由で有戸に越える道があると聞き、通行しようとしたが雪が深くて断念。泊、砂子又から田名部へ引き返している。
大正15年9月27日の東奥日報は、「本村（註：六ヶ所村）は交通最も不便にして、……西は尾駮より広漠たる原野を過ぎて大湊線有戸駅に通じ……」と記しているので、大湊線開通直後の頃から、陸奥湾側を通る鉄道駅から太平洋側へ抜ける道であると認識されていたようだ。
- 1961年（昭和36年）2月10日 - 県道に認定される[1]。

## 路線状況

### 重複区間
- 青森県道25号東北横浜線（上北郡六ヶ所村大字尾駮 地内）

## 地理

### 交差する道路
- 国道338号現道（上北郡六ヶ所村大字尾駮、起点）
- 国道338号尾駮バイパス（上北郡六ヶ所村大字尾駮）
- 青森県道25号東北横浜線（上北郡六ヶ所村大字尾駮）
- 下北半島縦貫道路（国道279号） 野辺地北IC
- 国道279号現道

### 沿線の施設など
- 日本原燃再処理事業所
  - 日本原燃関連施設
- むつ小川原開発地区・弥栄平中央地区[4]
- 有戸簡易郵便局
- JR東日本大湊線有戸駅